# برنارد رايلي (لاعب كرة قدم أمريكية)
برنارد رايلي (بالإنجليزية: Bernard Riley)‏ هو لاعب كرة قدم أمريكية أمريكي، ولد في 12 يناير 1981 في سان خوسيه في الولايات المتحدة.